# 도 (악기)
도(鼗)는 고려 때부터 쓰인 아악기(雅樂器)의 하나다. 호른보스텔-작스 분류로는 막울림악기 중 흔들북(Pellet drum)에 들어간다. 티베트·몽골·인도의 다마루(산스크리트어: डमरु), 일본의 덴덴 다이코(일본어: でんでん太鼓), 중국의 보랑구(중국어: 拨浪鼓)와 연주법이 아주 비슷하다.

## 개요
'鼗'의 새김은 '땡땡이'다. 고려 때 이 악기는 친사헌가(親祠軒架)에서 정(旌)·단탁(單鐸)·쌍탁(雙鐸) 등과 함께 쓰였다. 《세종실록》 권132와 《악학궤범》 권6에 실려 있는 그림을 보면 긴 장대에 북 하나가 달려 있고 장대의 꼭대기는 날아가는 새로 꾸며져 있다. 《악학궤범》에는 '時不用'(당시에는 쓰이지 않았음)이라는 주석이 달려 있다.

## 특징
이 악기는 북이 두 개인 노도(路鼗)나 세 개인 뇌도(雷鼗)와 달리 한 개다. 이 북은 종묘(宗廟)·영녕전(永寧殿)의 헌가악이 시작할 때 연주되는 악기로, 헌가악이 시작할 때 흔든다.